# Żabieńcowe
Żabieńcowe (Alismatidae Takht.), dawniej nazywane też bagiennymi (Helobiae) – podklasa roślin wodnych (hydrofitów) lub błotnych wyróżniana w niektórych systemach klasyfikacyjnych w obrębie jednoliściennych. Takson w tradycyjnym ujęciu potwierdzony został jako zasadniczo monofiletyczny, choć zgodnie z późniejszymi odkryciami powiązania filogenetyczne w jego obrębie nie były trafnie interpretowane. We współczesnych systemach (APG III z 2009) podklasa ta nie jest wyróżniana, a zaliczane tu rodziny włączane są do rzędu żabieńcowców (Alismatales).

## Charakterystyka
W budowie żabieńcowych wyróżnia się szereg pierwotnych cech.
KwiatyApokarpiczne słupkowie ułożone zazwyczaj spiralnie. Zwykle podwójny okwiat, u niektórych zróżnicowany na kielich i koronę, czasem okwiat zanika.
OwoceNajczęściej jednonasienne orzeszki, pestkowce i wielonasienne mieszki.

## Systematyka
Podział podklasy w systemie Reveala (1994-1999)
- Nadrząd: żabieńcopodobne (Alismatanae Takht.)
  - Rząd: żabieńcowce (Alismatales Dumort.)
    - Podrząd: Alismatineae Engl.
      - Rodzina: żabieńcowate (Alismataceae Vent.)
      - Rodzina: limnocharisowate (Limnocharitaceae Takht. ex Cronquist)

  - Rząd: onowodkowce (Aponogetonales Hutch.)
    - Rodzina: onowodkowate (Aponogetonaceae J. Agardh)

  - Rząd: żabiściekowce (Hydrocharitales Dumort.)
    - Rodzina: żabiściekowate (Hydrocharitaceae Juss.)

  - Rząd: świbkowce (Juncaginales Hutch.)
    - Rodzina: świbkowate (Juncaginaceae Rich.)
    - Rodzina: bagnicowate (Scheuchzeriaceae F. Rudolphi)

  - Rząd: jezierzowce (Najadanales Dumort.)
    - Rodzina: jezierzowate (Najadaceae Juss.)

  - Rząd: rdestnicowce (Potamogetonales Dumort.)
    - Podrząd: Potamogetonineae Engl.
      - Rodzina: bałwanicowate (Cymodoceaceae N. Taylor)
      - Rodzina: posidoniowate (Posidoniaceae Hutch.)
      - Rodzina: rdestnicowate (Potamogetonaceae Dumort.)
      - Rodzina: rupiowate (Ruppiaceae Horan. ex Hutch.)
      - Rodzina: zamętnicowate (Zannichelliaceae Dumort.)
      - Rodzina: zosterowate (Zosteraceae Dumort.)

- Nadrząd: łączniopodobne (Butomanae Takht. ex Reveal)
  - Rząd: łączniowce (Butomales Hutch.)
    - Podrząd: Butomineae Engl.
      - Rodzina: łączniowate (Butomaceae Rich.)